# Anouk Ferjac
Anouk Ferjac, född Anne-Marie Fanny Levain 25 maj 1932 i Paris, är en fransk skådespelerska.

## Roller i urval
- 1950 – Rättvisa har skipats
- 1952 – De smygande stegen
- 1956 – Svart gris i Paris
- 1957 – Hårda bud, Mr. Steve
- 1966 – Kriget är slut
- 1967 – Jag älskar dig, jag älskar dig
- 1967 – Leva för att leva
- 1969 – Mannen, flickan och odjuret
- 1975 – En kvinnlig läkares dagbok
- 1977 – Pepparmint soda
- 1983 – Svarta fåglar
- 1998 – En kvinnas uppbrott (TV-serie)